# Condylostylus ogilvii
Condylostylus ogilvii är en tvåvingeart som först beskrevs av Malloch 1932.  Condylostylus ogilvii ingår i släktet Condylostylus och familjen styltflugor.
Artens utbredningsområde är Bermuda. Inga underarter finns listade i Catalogue of Life.